# 中芬蘭省
中芬蘭省（芬蘭語：Keski-Suomen lääni）是芬蘭的一個舊省，位於該國中西部。
1960年自瓦薩省和米凱利省分出。1997年與瓦薩省、海梅省北部和圖爾庫-波里省合併成西芬蘭省。省府于韋斯屈萊。